# هیلده اینگله
هیلده اینگله ورزشکار اسنوبردسواری اهل نروژ است.
وی در مسابقات کشوری و بین‌المللی در مجموع برندهٔ ۱ مدال طلا شده‌است.